# Mecklenburgischer Staatskalender
Mecklenburgischer Staatskalender ist eine Sammelbezeichnung für Staatshandbücher, wie sie seit Ende des 18. Jahrhunderts in (fast) jährlicher Folge in separaten Serien für die Landesteile Mecklenburg-Schwerin und Mecklenburg-Strelitz erschienen sind.
Die Staatskalender beider Landesteile von Mecklenburg enthalten üblicherweise für das vorangegangene Jahr Übersichten aller Mitglieder der beiden herzoglichen Häuser, Namens- und Funktionslisten sämtlicher Regierungsbeamte und Landesbediensteter, wichtiger Kommunalbeamter sowie der Gutsbesitzer und (teilweise) der Gutspächter. Die Staatskalender geben deshalb für das jeweilige Betrachtungsjahr einen detaillierten Überblick über die öffentliche Verwaltung beider Mecklenburg. Sie enthalten weiterhin Aussagen zur steuerlichen und Gewerbestruktur mecklenburgischer Städte, zur Topographie der Dörfer sowie (nicht immer vollständige) Annalen wichtiger Ereignisse des politischen Lebens.
Die mecklenburgischen Staatskalender sind damit eine Sekundärquelle allerersten Ranges für viele Fragen der Landesgeschichte wie auch zur Verwaltungsgeschichte Mecklenburgs.

## Mecklenburg-Schwerin (1776–1930)
Der Staatskalender für das (Teil-)Herzogtum, (Teil-)Großherzogtum und Freistaat Mecklenburg-Schwerin erschien zwischen 1776 und 1930 als:
Herzoglich [später: Großherzoglich] Mecklenburg-Schwerinscher Staatskalender.

Schwerin: Hofbuchdruckerei, 1776–1918. [1919 bis 1922 nicht erschienen.]

Teil I: Kalender u. Staats-Personale. -- Teil II: Einheimische Notizen; ab 1803 u. d. Tit.: Meckl.-Schwer. Staats-Notizen; ab 1814 u. d. Tit.: Statist.-topogr. Jahrbuch f. d. M.-Schwer. Lande. (Heeß 26; Nachweis in der Landesbibliographie MV)
Herausgeber waren 1776 bis 1822 Friedrich August von Rudloff und 1823 bis 1863 Peter Friedrich Rudolf Faull; nach dessen Tod das von ihm begründete großherzogliche Statistische Büro.
Fortsetzung unter dem Titel:
Mecklenburg-Schwerinsches Staatshandbuch.

Schwerin, 1923, 1927, 1930. (Heeß 26 in der Landesbibliographie MV)
Fortsetzung → Mecklenburg (1937–1939).

### Digitalisate (Mecklenburg-Schwerin)
| —    | —    | —    | —    | —    | —    | 1776 | 1777 | 1778 | 1779 |
| 1780 | 1781 | 1782 | 1783 | 1784 | 1785 | 1786 | 1787 | 1788 | 1789 |
| 1790 | 1791 | 1792 | 1793 | 1794 | 1795 | 1796 | 1797 | 1798 | 1799 |
| 1800 | 1801 | 1802 | 1803 | 1804 | 1805 | 1806 | 1807 | 1808 | 1809 |
| 1810 | 1811 | 1812 | 1813 | 1814 | 1815 | 1816 | 1817 | 1818 | 1819 |
| 1820 | 1821 | 1822 | 1823 | 1824 | 1825 | 1826 | 1827 | 1828 | 1829 |
| 1830 | 1831 | 1832 | 1833 | 1834 | 1835 | 1836 | 1837 | 1838 | 1839 |
| 1840 | 1841 | 1842 | 1843 | 1844 | 1845 | 1846 | 1847 | 1848 | 1849 |
| 1850 | 1851 | 1852 | 1853 | 1854 | 1855 | 1856 | 1857 | 1858 | 1859 |
| 1860 | 1861 | 1862 | 1863 | 1864 | 1865 | 1866 | 1867 | 1868 | 1869 |
| 1870 | 1871 | 1872 | 1873 | 1874 | 1875 | 1876 | 1877 | 1878 | 1879 |
| 1880 | 1881 | 1882 | 1883 | 1884 | 1885 | 1886 | 1887 | 1888 | 1889 |
| 1890 | 1891 | 1892 | 1893 | 1894 | 1895 | 1896 | 1897 | 1898 | 1899 |
| 1900 | 1901 | 1902 | 1903 | 1904 | 1905 | 1906 | 1907 | 1908 | 1909 |
| 1910 | 1911 | 1912 | 1913 | 1914 | 1915 | 1916 | 1917 | 1918 | —    |
| —    | —    | —    | 1923 | —    | —    | —    | 1927 | —    | —    |
| 1930 | —    | —    | —    |      |      |      |      |      |      |

## Mecklenburg-Strelitz (1792–1929)
Der Staatskalender für das (Teil-)Herzogtum, (Teil-)Großherzogtum und Freistaat Mecklenburg-Strelitz erschien zwischen 1792 und 1929 als:
Herzoglich [später: Großherzoglich] Mecklenburg-Strelitzscher Staatskalender. [1873-1898 u. 1910-15 u. d. T.: Hof- u. Staats-Handbuch]

Neustrelitz, 1792–1915. [1916-1919 nicht erschienen.] (Heeß 29. Nachweise (1792-1872, 1873-1898, 1899-1909, 1910-1915) in der Landesbibliographie MV)
Herausgeber war seit 1806 Adolf Horn.
Fortsetzung unter dem Titel:
Mecklenburg-Strelitzsches Staatshandbuch.

Neustrelitz, 1920. 1926. 1929. (Heeß 29. Nachweis in der Landesbibliographie MV)
Fortsetzung → Mecklenburg (1937–1939).

### Digitalisate (Mecklenburg-Strelitz)
| —    | —    | 1792 | 1793 | 1794 | 1795 | 1796 | 1797 | 1798 | 1799 |
| 1800 | 1801 | 1802 | 1803 | 1804 | 1805 | 1806 | —    | 1808 | 1809 |
| 1810 | 1811 | 1812 | 1813 | 1814 | 1815 | 1816 | 1817 | 1818 | 1819 |
| 1820 | 1821 | 1822 | 1823 | 1824 | 1825 | 1826 | 1827 | 1828 | 1829 |
| 1830 | 1831 | 1832 | 1833 | 1834 | 1835 | 1836 | 1837 | 1838 | 1839 |
| 1840 | 1841 | 1842 | 1843 | 1844 | 1845 | 1846 | 1847 | 1848 | 1849 |
| 1850 | 1851 | 1852 | 1853 | 1854 | 1855 | 1856 | 1857 | 1858 | 1859 |
| 1860 | 1861 | 1862 | 1863 | 1864 | 1865 | 1866 | 1867 | 1868 | 1869 |
| 1870 | 1871 | 1872 | 1873 | 1874 | 1875 | 1876 | 1877 | 1878 | 1879 |
| 1880 | 1881 | 1882 | 1883 | 1884 | 1885 | 1886 | 1887 | 1888 | 1889 |
| 1890 | 1891 | 1892 | 1893 | 1894 | 1895 | 1896 | 1897 | 1898 | 1899 |
| 1900 | 1901 | 1902 | 1903 | 1904 | 1905 | 1906 | 1907 | 1908 | 1909 |
| 1910 | 1911 | 1912 | 1913 | 1914 | 1915 | —    | —    | —    | —    |
| 1920 | —    | —    | —    | —    | —    | 1926 | —    | —    | 1929 |
| —    | —    | —    | —    |      |      |      |      |      |      |

## Mecklenburg (1937–1939)
Der Staatskalender für das 1934 wiedervereinigte Mecklenburg erschien in drei Ausgaben zwischen 1937 und 1939 als:
Staatshandbuch für Mecklenburg. Hrsg. vom Meckl. Statist. Landesamt. Schwerin, Niederd. Beobachter [Neuordnung des Stoffes].

Jg. 147 (1937). -- 148 (1938). -- 149 (1939). (Heeß 33. Nachweis in der Landesbibliographie MV)

### Digitalisate (Mecklenburg)
|   |   |   |   | — | — | — | 1937 | 1938 | 1939 |
| — | — | — | — | — | — |   |      |      |      |